# RNCワイド90プラス1
『RNCワイド90プラス1』（アールエヌシーワイドきゅうじゅうプラスワン）は、かつて西日本放送（RNCテレビ）で放送されていたローカルニュース・コンプレックス番組。

## 概要
自社制作の情報番組を内包したが、1年で終了。『RNCワイドニュースプラス1』へリニューアルした。
RNCはその後、2000年3月まではローカルニュース主体で放送していたが、同年4月に東京発のフルネット放送に切り替え、現在に至っている。2011年4月8日からは金曜限定ではあるが、18年ぶりのローカルワイド番組『every.フライデー』を立ち上げた（放送時間は15:50 - 16:55）。

## タイムテーブル
- 17:30 情報ビタミンAtoZ
- 18:00 NNNニュースプラス1
- 18:30 RNCニュースプラス1

## 出演者

### 情報ビタミンAtoZ
- 亀谷哲也（RNCアナウンサー）
- 大塚康子

### RNCニュースプラス1
- 小野修一
- 鴨居真理子（RNCアナウンサー）